# بيتر غروم
بيتر غروم (بالإنجليزية: Angus Groom)‏ هو مجدف بريطاني، ولد في 16 يونيو 1992 في غلاسكو في المملكة المتحدة.

## وصلات خارجية
- بيتر غروم على موقع الاتحاد الدولي للتجديف (الإنجليزية)
- بيتر غروم على موقع اللجنة الأولمبية الدولية (الإنجليزية)
- بيتر غروم على موقع أوليمبيديا (الإنجليزية)
- بيتر غروم على موقع اللجنة الأولمبية البريطانية (الإنجليزية)